# Halotan
Halotán je hlapni splošni anestetik, ki se v obliki inhalacije uporablja za indukcijo in vzdrževanje splošne anestezije. Je brezbarvna, po kloroformu dišeča tekočina, ki tvori negorljiv in neeksploziven plin.
Halotan je široko uporabljan splošni anestetik, vendar njegova uporaba v zadnjem času upada zaradi prednosti uporabe izoflurana in drugih hlapnih splošnih anestetikov. Ni eksploziven in dražljiv, vendar ima izražen zelo močan učinek in lahko zlahka povzroči zaviranje dihalne in srčnožilne funkcije, zato je treba odmerjanje skrbno spremljati. Nastop anestezije je hiter, prav tako pa je okrevanje po splošni anesteziji kratkotrajno. Ne izkazuje protibolečinskega delovanja. Ker deluje kot relaksant na maternico, je njegova uporaba v porodništvu omejena.

## Neželeni učinki
Halotan lahko povzroči pojav maligne hipertermije. Drugi neželeni učinki, ki se lahko pojavijo pri uporabi halotana, so srčne aritmije, zlasti zaradi hipoksije, hiperkapnija (povečana vsebnost ogljikovega dioksida v krvi) in porast koncentracije kateholaminov.
Redko lahko povzroči tudi hepatitis, vendar mehanizem tega neželenega učinka ni poznan. Vzroki naj bi bili v nastajanju reaktivnih presnovkov, povzročanju celične hipoksije, lipidne peroksidacije in avtoimunsko posredovanih poškodb. Hepatitis se običajno pojavi nekaj dni do 2 tedna po izpostavljenosti halotanu in je praviloma hude oblike. Če se pojavi zlatenica, je smrtnost okoli 20–40 %, preživeli pa običajno popolnoma okrevajo. Enak učinek lahko imajo halotanu sorodni anestetiki, kamor sodita metoksifluran in enfluran. Tveganje je večje, če se uporabi večkrat zaporedoma. Nevarnost za jetrno toksičnost je manjša pri novejših halogeniranih splošnih anestetikih, kot so enfluran, izofluran, sevofluran in desfluran, saj se v manjši meri presnavljajo v jetrih. Tudi zato omenjeni anestetiki zamenjujejo halotan v klinični uporabi, kljub znatno višjim stroškom.